# Träume süß, mein Mädchen
Träume süß, mein Mädchen (Originaltitel Mad River Road) ist ein Kriminalroman der kanadischen Schriftstellerin Joy Fielding aus dem Jahr 2006. Im Mittelpunkt stehen die Themen häusliche Gewalt und Identitätswechsel.

## Handlung
Nach einem One-Night-Stand in Palm Beach (Florida) nimmt die junge Beziehung zwischen Brad Fisher und Jamie Kellogg unversehens Fahrt auf, als sie schon am Folgetag ihren Job als Schadenreguliererin bei der Allstate-Versicherung kündigt und mit ihm nach Ohio aufbricht. Dort wollen sie Brads Sohn, den fünfjährigen Corey, besuchen, der in der Mad River Road bei seiner Mutter Beth lebt.
In Jamies blauem Thunderbird hält die gute Stimmung zwischen beiden zunächst an. Das ändert sich in Tifton (Georgia), wo Jamie von drei jungen Männern belästigt wird und Brad sie unter Zuhilfenahme eines Springmessers verteidigen muss. Jamie wundert sich darüber, dass der angebliche Softwareentwickler Brad eine solche Waffe mit sich führt. Sie glaubt ihm aber, dass es sich um ein Geschenk eines Jugendlichen handele, dem Brad beim Ausstieg aus der Kriminalität geholfen habe.
Weiter geht die Fahrt: Obwohl Jamie nicht in Atlanta übernachten will, weil dort ihr Ex-Mann Mark und ihre Ex-Schwiegermutter Laura Dennison leben, machen sie genau dort Halt. Im örtlichen Ritz-Carlton scheitert Brad daran, eine Hotelsuite mit einer Kreditkarte zu bezahlen. Der Rezeptionist spricht ihn zudem mit dem Nachnamen Hastings an, was Jamie aufhorchen lässt. Auf dem Weg in ein billigeres Hotel will sie von Brad wissen, warum der Hotelangestellte ihn Hastings genannt hat. Brad behauptet daraufhin, mit vollem Namen Brad Hastings Fisher zu heißen. Jamie nimmt es ihm ab.
Nachts wird Jamie von Brad mit einem Liebesbekenntnis überrumpelt und zu einem Ausflug genötigt. Sie fahren zum Haus von Laura Dennison, in das Brad einbrechen will, um Jamies Schmuck aus der Ehe mit Mark zurückzuholen. Jamie begleitet Brad halbherzig und wünscht sich insgeheim, dass sich die Aktion noch als Scherz entpuppt. Doch Brad ist es ernst. Als die Alarmanlage losgeht, ist Jamie überzeugt, ohnehin bereits Komplizin eines Einbruchs geworden zu sein und schaltet sie mit dem ihr bekannten Code ab. Drinnen lässt sich Brad nicht drängen. Im Gegenteil: In aller Ruhe schaut er sich im Haus um. Nachdem Jamie ihren Schmuck endlich gefunden hat, soll sie Brad ihr ehemaliges Zimmer zeigen. Als Jamie dort nicht mit ihm schlafen will, vergewaltigt er sie auf brutalste Art und Weise. Jamie taumelt benommen aus dem Haus und hört noch, wie Laura Dennison – inzwischen aufgewacht – nach ihr ruft. Am nächsten Tag erfährt Jamie über das Autoradio vom Mord an einer älteren Dame. Ihr wird klar, dass der Täter direkt neben ihr sitzt. Brad.
Der setzt seinen Weg nach Ohio unverdrossen fort. Aus seiner Sicht ist nichts Besonderes passiert. Er spielt die Ermordung Laura Dennisons und Gracie Hastings (deren Name als "G. Hastings" auf der Kreditkarte steht) sowie die Gewalt gegen seine Ex-Frau Beth und die Vergewaltigung Jamies nonchalant herunter. Außerdem macht er macht keinen Hehl mehr daraus, Beth in der Mad River Road umbringen zu wollen. Anders sei das bei Jamie: Schließlich sei sie ja sein Mädchen. Brad ahnt jedoch, dass Jamie Fluchtgedanken hegt. Als Jamie tatsächlich zu entkommen versucht, hält Brad ihr das Messer an die Kehle, woraufhin Jamie in Ohnmacht fällt. Brad lässt sie am Leben und trifft wenig später mit ihr in der Mad River Road ein.
Vor Ort sticht der blaue Thunderbird den Nachbarinnen Lily Roberts und Emma Frost ins Auge. Die beiden Frauen haben sich angefreundet. Ihre Söhne Michael und Dylan gehen in die gleiche Klasse. Das Verhältnis zwischen den Müttern ist jüngst jedoch dadurch belastet, dass Lilys Verehrer, der Polizist Jeff Dawson, Emma beim Klauen in einem Bekleidungsgeschäft erwischt hat. Sie selbst ist außerdem davon überzeugt, dass Emma einen Pokal aus der Vitrine eines Fitnessstudios geklaut hat. Da das Fitnessstudio Lilys Arbeitsplatz ist und der Pokal ihrer Chefin gehört, will sie Emma zur Rede stellen.
Indessen bietet Emma den Insassen des blauen Thunderbirds ihre Hilfe an. Ihre "Hilfe" besteht dann allerdings darin, Lily gemeinsam mit Jamie eine Falle stellen zu müssen. Als Lily das Wohnzimmer Emmas betritt, sieht sie zunächst nur ihre Freundin Emma und die ihr unbekannte Jamie. Brad hat sich versteckt. Auch ohne zu wissen, dass Emmas Hände hinter ihrem Rücken gefesselt sind, nimmt Lily die Stimmung als angespannt war und möchte wieder gehen. In diesem Moment zeigt sich Brad. Er heißt in Wahrheit Ralph und ist gekommen, um Lily, bei der es sich um seine Ex-Frau Beth handelt, umzubringen und den gemeinsam Sohn Corey alias Michael mitzunehmen. Da er nicht dulden kann, dass sie als Zeugin bei der Polizei aussagt, sticht Brad zunächst Emma nieder. Daraufhin geht Jamie auf Brad los und schafft es tatsächlich, ihn aus Notwehr zu töten.
Jamie ist bereit, der Polizei alles zu erzählen. Lily erfährt von Jeff, dass Emmas eigentlich Susan und ihr Sohn Dylan eigentlich Martin heißt. Emma hat ihn entführt, weil ihr nach ihrer Scheidung das Sorgerecht entzogen wurde.

## Rezeption
Die B.Z. findet den Thriller "atemlos spannend bis zur letzten, überraschenden Seite". Fielding schildere "schonungslos die Gewalt, der ihre Frauen ausgesetzt sind". Die B.Z. belässt es  bei diesem Befund, ohne auf das Phänomen der Gewalt gegen Frauen genauer einzugehen. Sie schließt mit dem ironischen Appell: "Aber nicht vergessen: Haustür gut abschließen!" Die Zeitschrift Publishers Weekly bedient das gängige Klischee, Fielding verfasse Chick lit, wenn sie hervorhebt, wer in "Mad River Road" begeistere, nämlich "Frauen in Bedrängnis", wohingegen die männlichen Figuren unerwähnt bleiben.

## Ausgaben
- Joy Fielding: Mad River Road. Atria Books, New York 2006, ISBN 978-0-743-28467-7.
  - Joy Fielding: Träume süß, mein Mädchen. Übersetzung Kristian Lutze. Goldmann, München 2006, ISBN 978-3-442-31104-0.